# 千岛群岛国家公园
千島群島國家公園（Thousand Islands National Park），前稱聖勞倫斯群島國家公園（St. Lawrence Islands National Park），是位於聖勞倫斯河千島群島地區千島公園大道上的一個加拿大國家公園。這些島嶼實際上是古代山脈被侵蝕後的山頂。這個地區稱為弗龍特納克軸，連接了從安大略省阿尔冈金省立公园的加拿大地盾到紐約州阿迪朗達克山脈。
該公園由21個島嶼加上許多較小的小島、2處大陸地產和位於大陸上安大略省馬洛里鎮的遊客中心組成。它是加拿大最小的國家公園之一，總面積為24.4平方（9.4平方英里）。
公園的大部分區域只能乘船到達。步道系統可在大陸沿千島公園大道的馬洛里鎮登陸點、瓊斯溪和蘭登灣找到。公園所在的弗龍特納克拱生物圈保護區以成為加拿大生物多樣性最豐富的地區而聞名。

## 歷史
公園地區的第一批居民被認為是在大約10,000年前末次冰期之後到達的狩獵和捕魚民族。在公園內發現了許多文物，包括1979年由潛水員發現的一個2500年前的陶罐。在一些海岸懸崖上仍可看到岩畫。
到17世紀初，易洛魁人在河岸建立了大型夏季營地，從那裡捕撈豐富的水域。大約在這個時候，該地區開始有法國探險家、毛皮貿易商和傳教士沿聖勞倫斯河前來，在新世界尋求財富。在18世紀末美國革命之後，歐洲定居者開始遷入該地區，傳統的捕魚營地被取代。一些易洛魁人仍然回來捕魚，但到1860年代，魚類資源已大大枯竭。
在1812年戰爭期間，今天國家公園的區域被英國和美國軍艦造訪。一艘英國炮艇在附近沉沒，保存的船體於1967年被打撈上來。它現在位於公園內。馬泰洛塔在該地區建造以防禦英國免受美國入侵。在公園內，雪松島是一個從安大略省金斯頓市中心可見的小島，是名為凱斯卡特塔的馬泰洛塔所在地。
該公園成立於1904年，是落基山脈以東第一個加拿大國家公園。它被稱為聖勞倫斯群島國家公園直到2013年，當時更名為千島國家公園以在名稱中反映自然區域。
1997年，該公園被命名為生態破壞程度最高的國家公園之一。
自2019年以來，該公園在雪松島舉辦實驗劇場表演，作為踢推節的一部分。

## 動物群
棲息在這個國家公園的動物有郊狼、鹿部、豪豬、河狸、狐狸、臭鼬、浣熊、火雞禿鷲、兔子、松鼠、山雀和鼬鼠。